# Marguerite d'Antioche
Pour les articles homonymes, voir sainte Marguerite.
Ne doit pas être confondue avec Sainte Marguerite d'Écosse
Ne doit pas être confondue avec Sainte Marguerite-Marie Alacoque
Marguerite d'Antioche est une vierge martyre vers 305, aussi appelée Marine d'Antioche et Magali. Marguerite est fêtée le 17 juillet par les orthodoxes et le 20 juillet par les catholiques. Elle est invoquée pour une délivrance, en particulier pour les femmes enceintes parce que la légende raconte qu'elle est sortie indemne du ventre du dragon qui l'avait engloutie. À Paris, elle était vénérée dans l'église Saint-Germain-des-Prés près de laquelle la cour du Dragon avait un portail à sa mémoire.
Une église bâtie au XIIIe siècle porte son nom à Vernazza, en Ligurie, car une légende veut qu'un coffret recueillant ses reliques aurait été découvert sur une plage à proximité. C'est la sainte patronne de la ville et elle est célébrée le 20 juillet.

## Hagiographie
Selon sa légende, Marine/Marguerite (Marina [Μαρίνα] pour les Grecs, Margarita ou Margareta pour l'Occident latin) naquit à Antioche de Pisidie vers l'an 289. Fille d'un prêtre païen, mais secrètement convertie au christianisme, elle fait vœu de virginité, repousse les avances du gouverneur romain Olybrius (à ne pas confondre avec l'empereur Olybrius) et refuse d'abjurer sa foi.
La plus ancienne Vie et Passion de sainte Marine est un texte grec (BHG 1165-1166) vraisemblablement du VIe siècle. L'auteur se donne le nom de Théotime et se présente, dans une fiction coutumière aux hagiographes, comme un contemporain de la sainte. Le récit relève à la fois du roman pieux et du genre des « Passions épiques » défini par Hippolyte Delehaye ; il comporte un long épisode assez pittoresque montrant la sainte aux prises avec le démon. Voici le résumé du texte grec primitif, celui du pseudo-Théotime.
L'action se situe à Antioche de Pisidie, durant une persécution non spécifiée et non datée. La vierge Marine, fille du prêtre idolâtre Aedésios, mais devenue secrètement chrétienne, s'en va habiter chez sa nourrice, elle aussi chrétienne. Un jour, tandis qu'elle fait paître le troupeau familial « comme la mère du bienheureux Joseph » (c.a.d. Rachel), elle est aperçue du méchant préfet Olybrios qui, conquis par sa beauté, en devient amoureux. Voulant en faire son épouse ou sa concubine, Olybrios ordonne qu'on la lui amène et se déclare à elle. Elle le repousse, proclame sa foi chrétienne et refuse de sacrifier aux idoles. En vain il la menace de sévices et la fait battre. Marine lui tient tête, l'insulte et adresse de longues prières à Jésus Christ pour qu'il lui soit donné de rester pure et assez forte  pour vaincre le diable. La terre tremble dans sa prison, un grand dragon nommée Rufus (Ῥοῦφος), armé d'un sabre, apparaît et l'avale ; mais Marine fait le signe de la croix, ce qui crève de l'intérieur le ventre du monstre. Aussitôt surgit d'un autre coin du cachot un second démon. Marine prie à nouveau ; le démon lui prend alors la main et la supplie d'être plus clémente avec lui qu'avec son frère Rufus. La sainte se signe, l'attrape par la barbe, lui frappe la tête avec un marteau de cuivre, le piétine et le force à révéler son nom. Le démon vaincu avoue s'appeler Béelzéboul et raconte comment, depuis toujours, il incite l'humanité à pécher. Au terme de sa longue confession, Marine fait à nouveau le signe de la croix sur le sol de la prison, qui s'entrouvre alors et engloutit Béelzéboul.

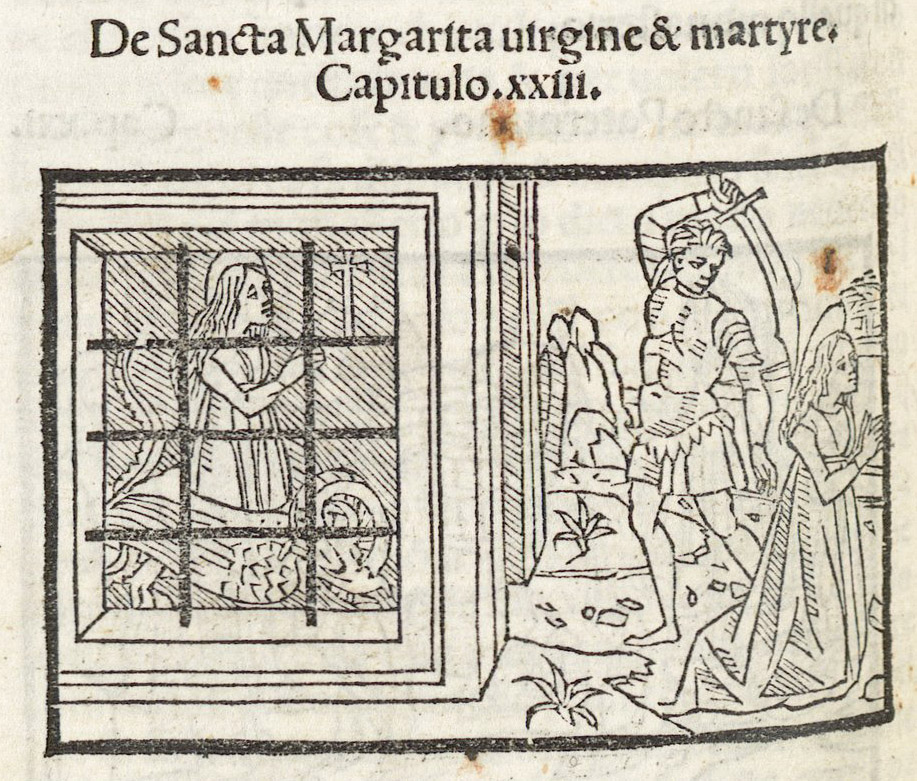
Le martyre de Marguerite d'Antioche dans La Légende dorée (1497).

Le lendemain, Olybrios fait comparaître Marine à son tribunal : en vain il lui ordonne de sacrifier et lui promet un sacerdoce païen. En vain il la fait déshabiller et suspendre à un chevalet de torture où l'on applique sur son corps des lampes brûlantes : la jeune fille prie et obtient le courage de résister aux tourments. On tente, sans plus de succès, de la noyer dans un bassin. Une colombe portant une couronne dans son bec descend du ciel et lui annonce sa victoire prochaine dans le martyre. Olybrios ordonne enfin de décapiter la jeune fille. Avant la décollation, son bourreau, qui est devenu chrétien et a ramassé le voile (maphorion) de la sainte, lui demande d'intercéder pour elle. Marine a le temps d'exhorter le peuple à rester constant dans la foi. La terre tremble à nouveau ; le Seigneur descend des cieux sous la forme d'une colombe et demande à Marine son dernier souhait. La martyre demande que soient pardonnés leurs péchés à ceux qui rapporteront par écrit son combat, construiront un oratoire en son honneur ou se feront ses hagiographes, et que soient exaucées ou guéries les personnes qui auront recours à son intercession. Le Seigneur lui répond qu'il exaucera tous ses souhaits, puis remonte aux Cieux, toujours sous l'aspect d'une colombe. Marine exhorte son bourreau tremblant à faire son office s'il veut avoir avec elle sa part du royaume des cieux. Le glaive enfin s'abat sur la jeune fille, puis rebondit sur l'exécuteur qui tombe à la droite de sa victime. Le Seigneur descend du ciel avec douze anges qui, entourant le corps de la martyre, recueillent sa tête en chantant des hymnes et rendant gloire à Dieu ; enfin la sainte troupe regagne les Cieux. Théotime, qui dit avoir recueilli le corps de Marine et construit pour l'abriter un martyrium à l'inauguration duquel (pour l'anniversaire de sa mort, un 17 juillet) se pressa une foule pieuse, et le scribe Euthymios, qui dit avoir copié la composition de Théotime, adressent à la sainte Trinité la doxologie qui conclut le récit.
La légende grecque, par le biais d'une traduction latine, devint familière au Moyen Âge occidental, et fut résumée notamment, à la fin du XIIIe siècle, par Jacques de Voragine dans sa Légende dorée. Marina y devint Margarita, qui signifie « perle » en latin.
Sainte Marguerite a été choisie par la dévotion populaire comme protectrice des femmes enceintes.
En raison de l'absence de fondement historique de son histoire et du caractère manifestement fabuleux de la Passion qui la met en scène, Marguerite d'Antioche a été supprimée du Calendrier romain général dans le cadre du concile Vatican II. Le nouveau Calendrier liturgique romain présenté à la suite du motu proprio Mysterii paschalis publié le 14 février 1969 par le pape Paul VI est formel sur ce point : « sainte Marguerite (20 juillet) » figure dans la rubrique « Saints qui présentent de graves difficultés historiques » (Sancti qui graves historicas difficultates praebent) et, par conséquent, a été officiellement radiée de la liste des saints dont le culte est autorisé dans l'Église catholique. En revanche, sainte Marine reste l'objet d'une grande vénération dans l'Église orthodoxe.

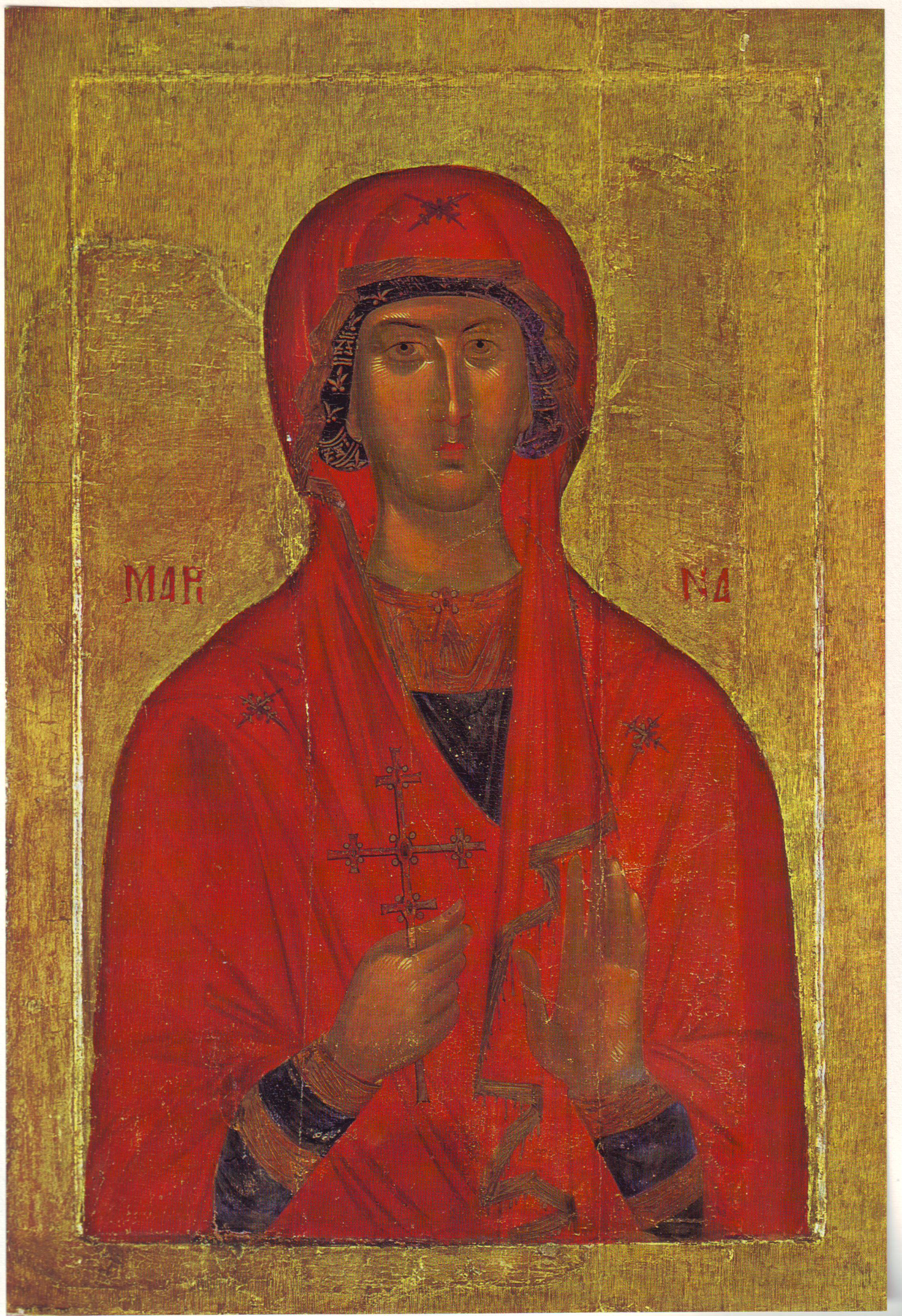
Sainte Marine, icône du XVe siècle, Musée byzantin et chrétien d'Athènes.

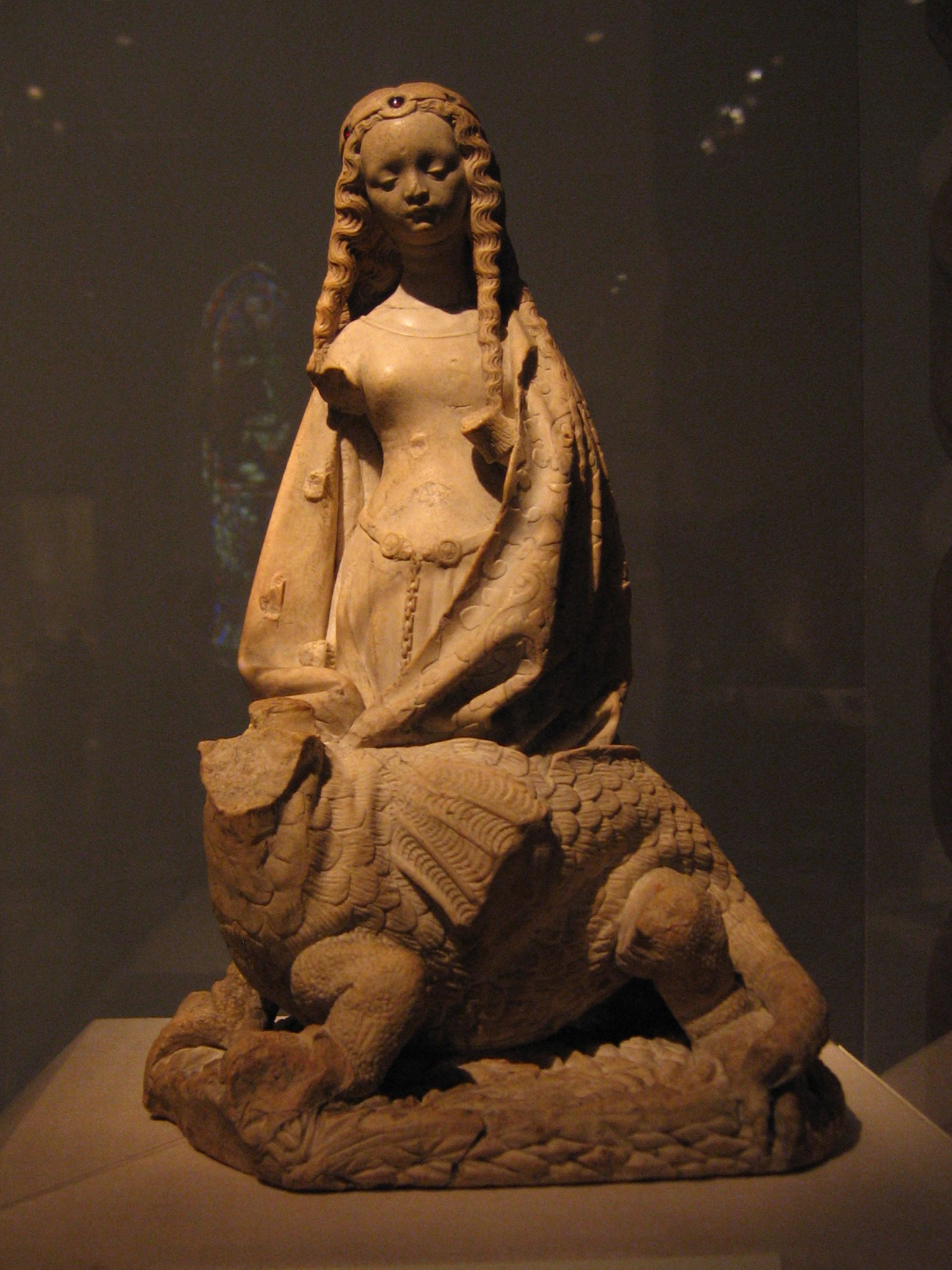
Sainte Marguerite et le Dragon, albâtre avec traces de dorure, Toulouse, ca 1475 (Metropolitan Museum of Art).

## Sainte Marguerite et Jeanne d'Arc
Marguerite avec Michel Archange et Catherine d'Alexandrie, fait partie de la triade de saints qui apparut à Jeanne d'Arc pour lui assigner une double mission : faire couronner le dauphin et bouter les Anglais hors de France. Chacune de ces deux missions fut accomplie un 17 juillet, date  du martyre de sainte Marguerite. Charles VII fut en effet couronné à Reims le dimanche 17 juillet 1429 et la victoire de Castillon mit fin à la guerre de Cent Ans le mardi 17 juillet 1453.

## Iconographie
Liste non exhaustive
Sainte Marguerite est généralement figurée avec un dragon à ses pieds, ou sortant du ventre ou de la gueule du dragon : on la disait « issant du dragon ». Elle peut être représentée tenant une croix, accessoirement pour symboliser la foi qu'elle refuse de renier, mais surtout pour matérialiser le signe de croix qui lui permet de percer le ventre du monstre et de neutraliser le démon. On lui fait aussi tenir à la main la palme du martyre.
Elle est souvent associée à trois autres saintes ayant fait, elles aussi, vœu de virginité : sainte Barbe, sainte Catherine et sainte Geneviève.

### Peintures
- Jacomart ou Joan Reixach : Santa Margarida, Barcelone, musée national d'Art de Catalogne ;
- Giulio Romano d'après un dessin préparatoire de Raphaël : deux tableaux similaires (v. 1528), un au musée du Louvre, l'autre au Kunsthistorisches Museum de Vienne en Autriche ;
- Titien : Sainte Marguerite et le Dragon, peinture, (v. 1565), musée du Prado, Madrid ;
- Pietro Sorri : Santa Margarita, Valladolid, Convento de las Descalzas Reales ;
- Guerchin : Sainte Marguerite, peinture (v. 1620), basilique Saint-Pierre, Rome ;
- Zurbaran : Sainte Marguerite, peinture (v. 1630-1635), National Gallery, Londres ;
- Inconnu : Sainte Marguerite d'Antioche (1652), chapelle baroque des Pénitents Gris, Villeneuve lez Avignon (Gard), tableau remis en place en avril 2019 après restauration[8] ;
- Charles-Alphonse Du Fresnoy : Sainte Marguerite foulant aux pieds le dragon, 1656, huile sur toile, 230 × 170 cm, musée d'Évreux ;
- Pierre-Frédéric Peyson : Sainte Marguerite terrassant le dragon (1838), Montpellier, musée Fabre ;
- Peinture murale, musée de la Resistance de Bologne (it), Bologne (Italie) via S.Isaia 20 ex couvent de San Mattia salle ex refettorio istituto Parri.
- Inconnu : Sainte-Marguerite d'Antioche, huile sur toile, inscrit au titre des Monuments Historiques, ancienne collégiale Saint-Aubin, Guérande

### Sculptures
- statue en chêne sculpté, 93 cm de haut, entre 1501 et 1510, à l'église Saint-Martin de Hermalle-sous-Huy ;
- statue de la sainte dans l'église de Tréflévénez (Finistère), vers 1630 ;
- retable de Marie des Anges, 1658-1685, sainte Marguerite d'Antioche est représentée en haut-relief, faisant pendant à sainte Catherine d'Alexandrie, église de Saint-Michel de Rieufret (Gironde).
- statue de la sainte dans l'église Saint-Germain-des-Prés (Paris), vers 1700.
- statue polychrome de la sainte datant du XVIe ou XVIIe siècle à l'église de Notre-Dame de Bodilis (Finistère). La sainte est représentée en train de piétiner le monstre démoniaque.
- statue polychrome de la sainte dans la basilique Notre-Dame d'Avioth, XVe siècle. Cette œuvre populaire a donné naissance à une légende locale : "Le Warabouc"
- XVIe siècle - Statue en pierre polychrome de l'église Saint-Jean-Baptiste de Chaource
- statue polychrome de la chapelle de Contra, commune de Ventiseri (Haute-Corse).
- statue logée dans une niche de marbre rose, sur l'une des faces du tombeau de François II et de Marguerite de Foix, dans la cathédrale de Nantes.
- statue du XVIe siècle en pierre sise dans la chapelle de la Vierge de l'abbatiale de Saint-Riquier où Marguerite foule aux pieds le dragon.

### Vitraux
- Vitrail des saintes Marguerite et Catherine à Chartres.

## Galerie

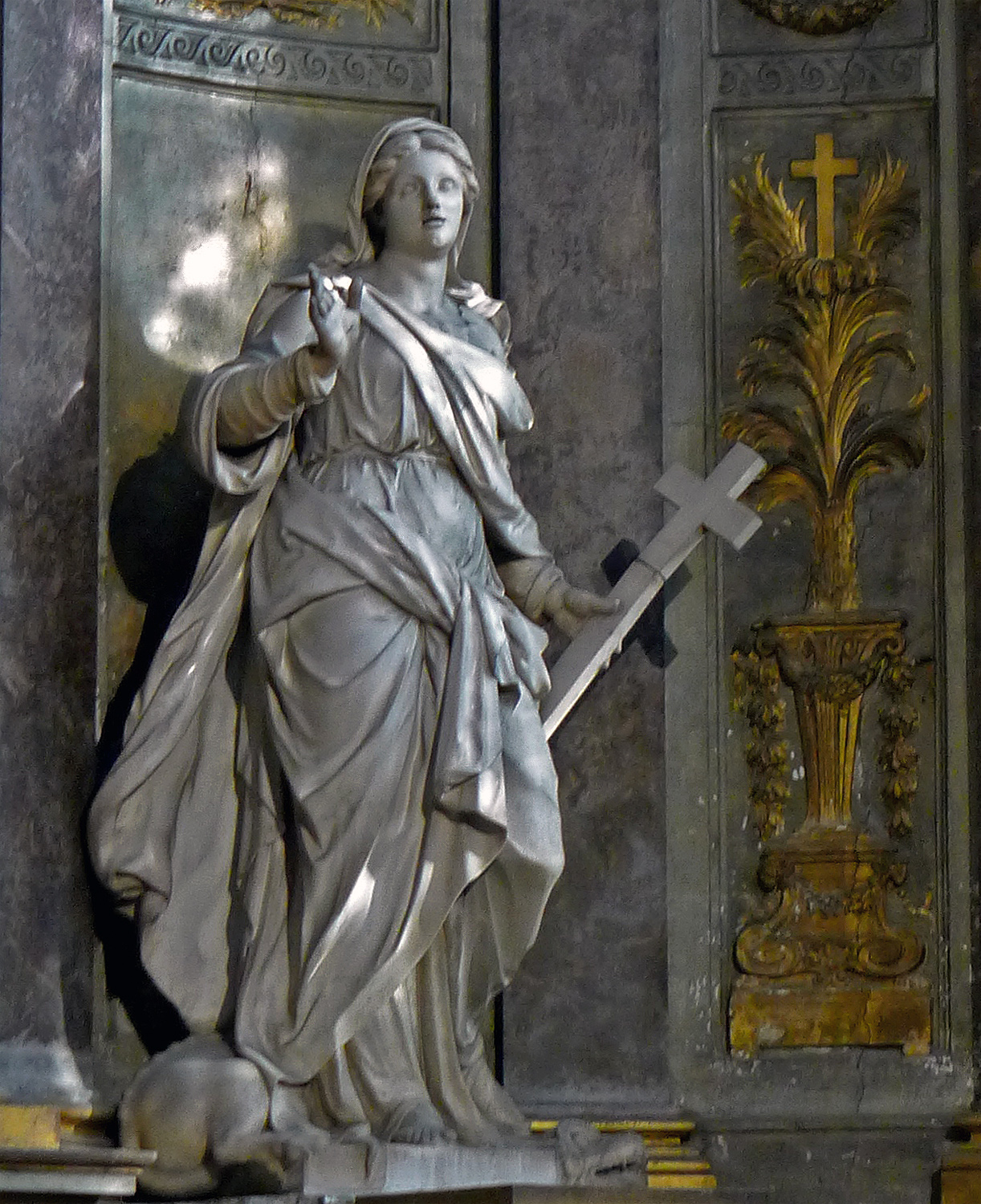
Statue de Sainte-Marguerite (église Saint-Germain-des-Prés de Paris), œuvre de Jacques Bourlet, religieux de l'abbaye.
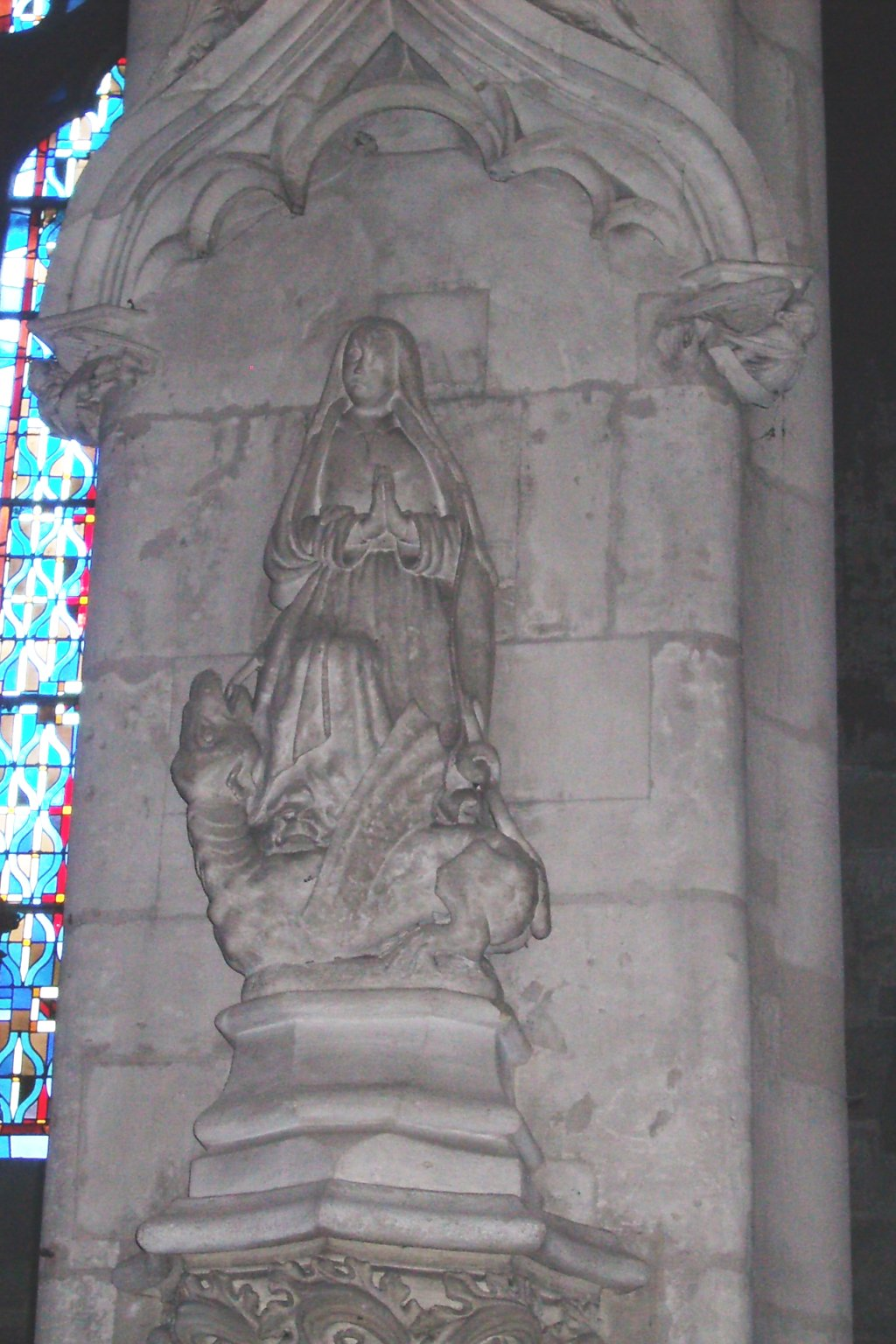
Sainte Marguerite (église Notre-Dame de Louviers).
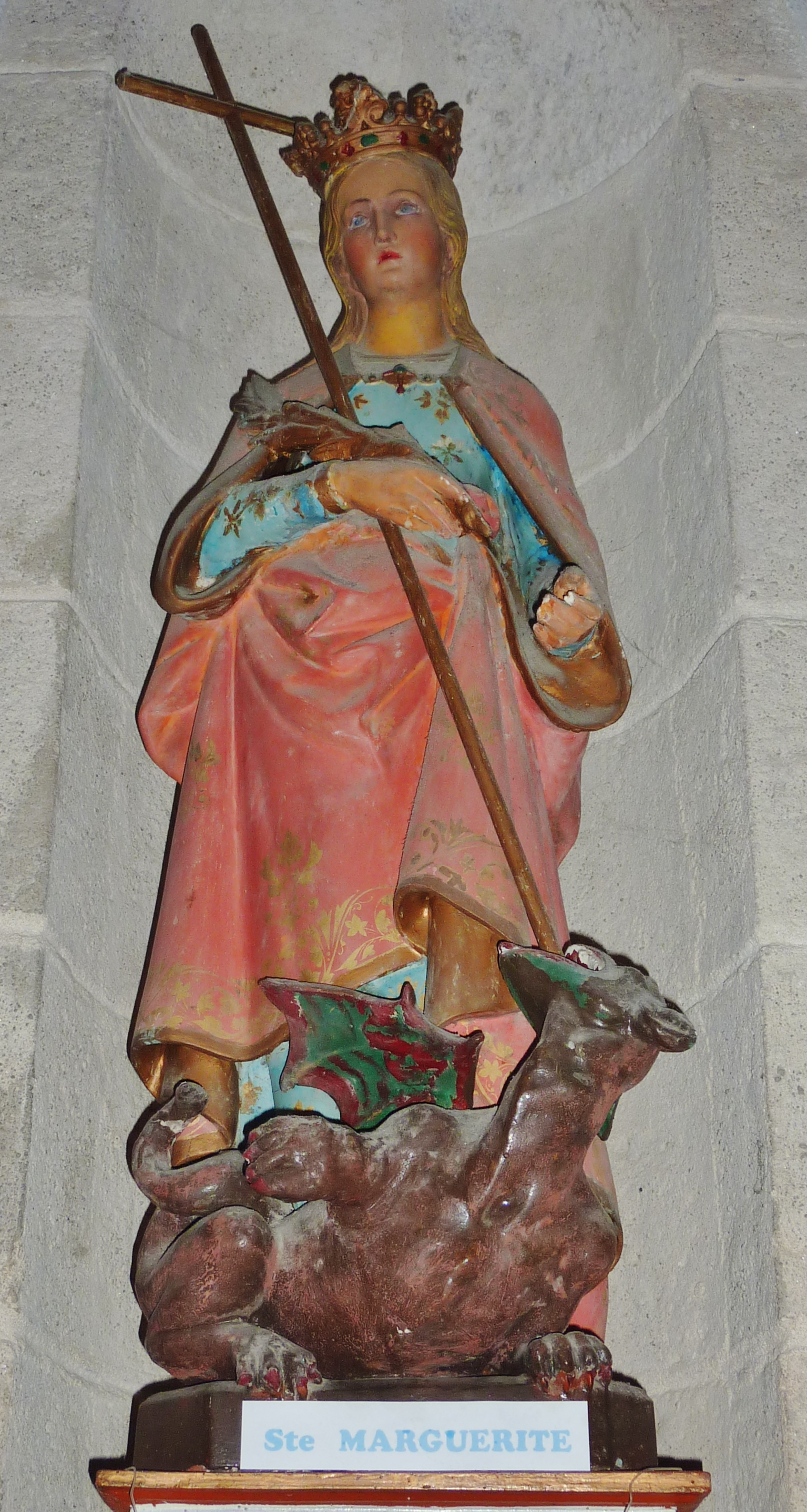
Fouesnant : église paroissiale Saint-Pierre-et-Saint-Paul, statue de sainte Marguerite.
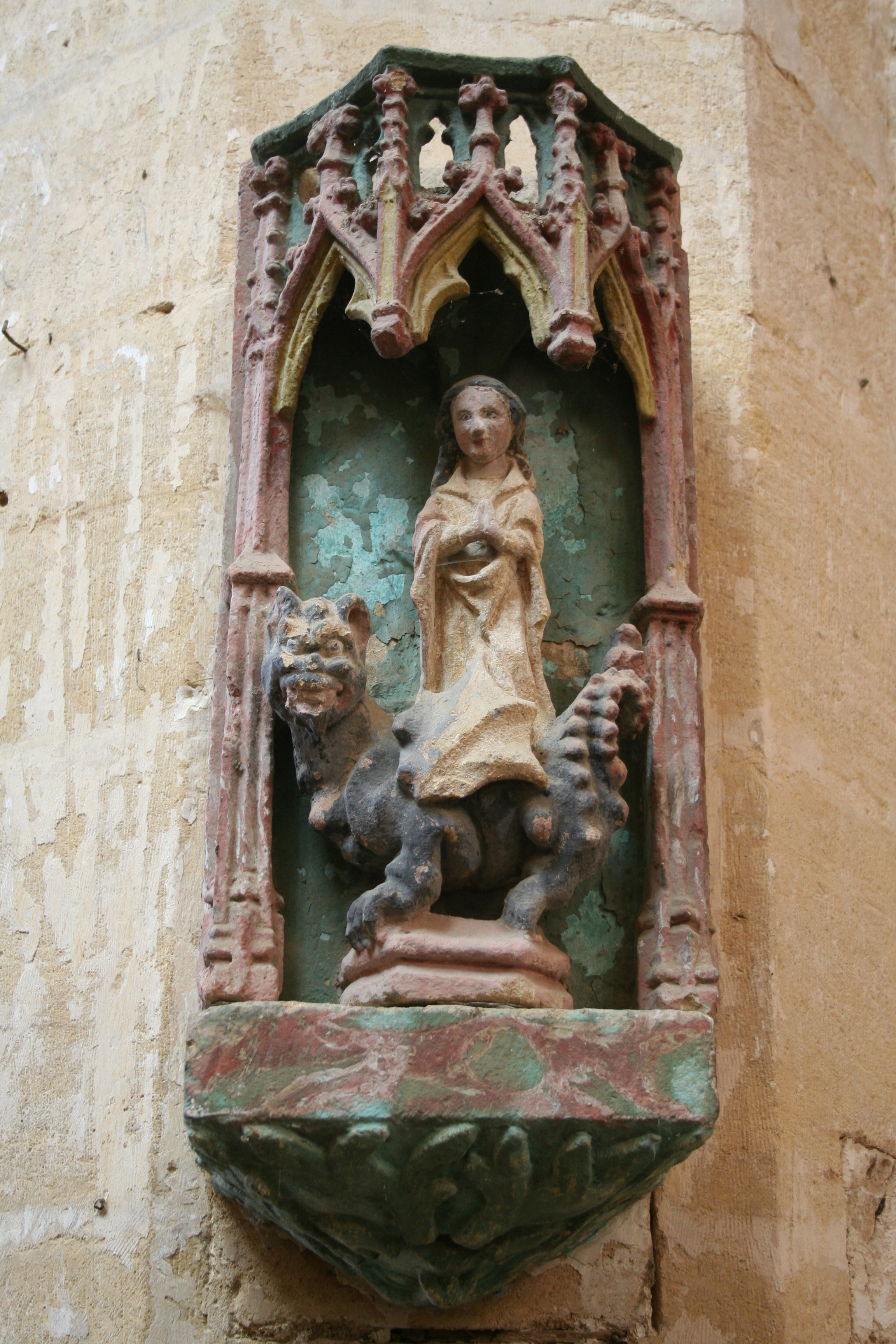
Sainte Marguerite, basilique Notre-Dame d'Avioth, (Meuse).
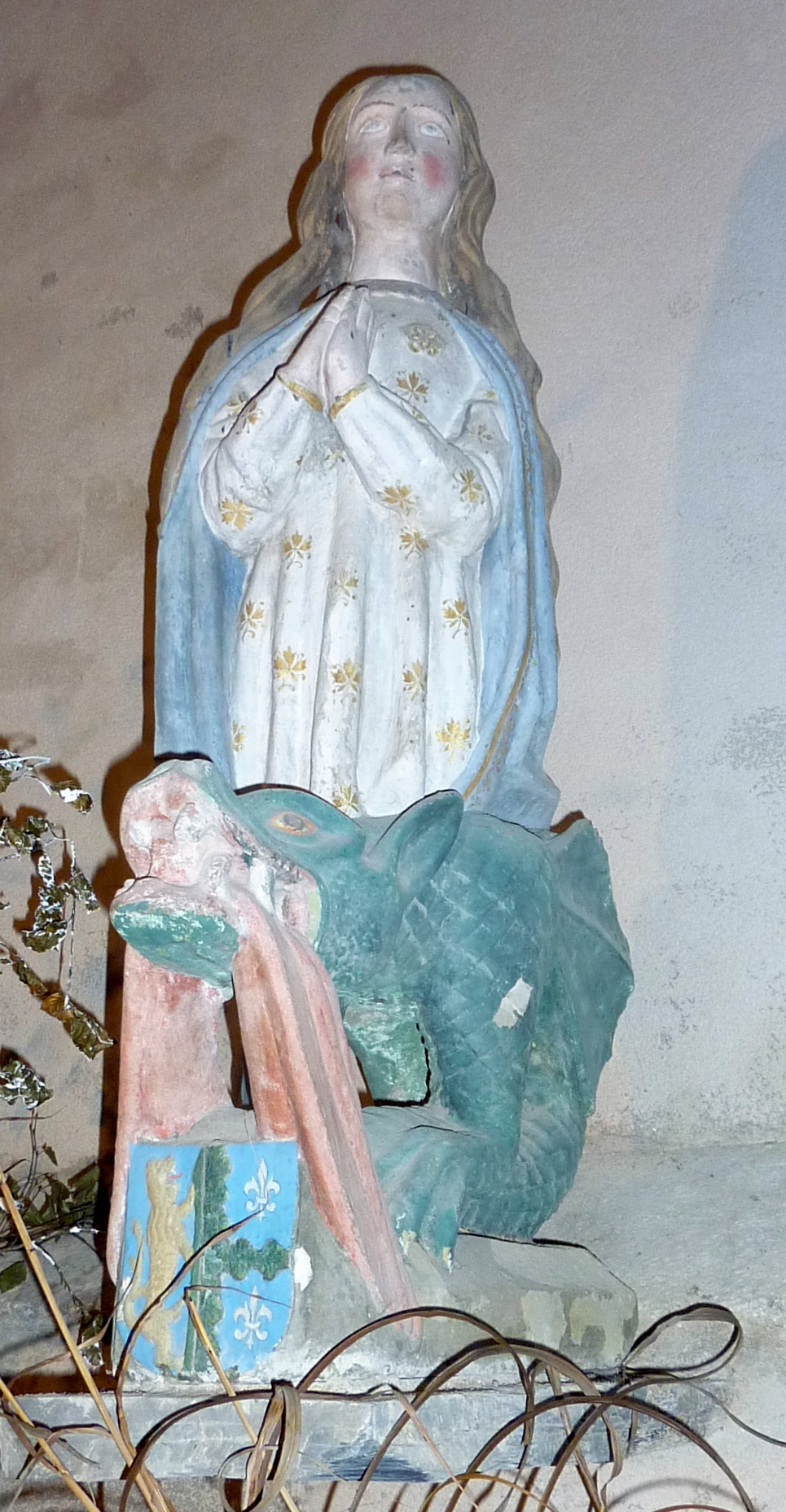
Laz, église paroissiale Saint-Germain-et-Saint-Louis, statue de sainte Marguerite avec, à ses pieds, le dragon.
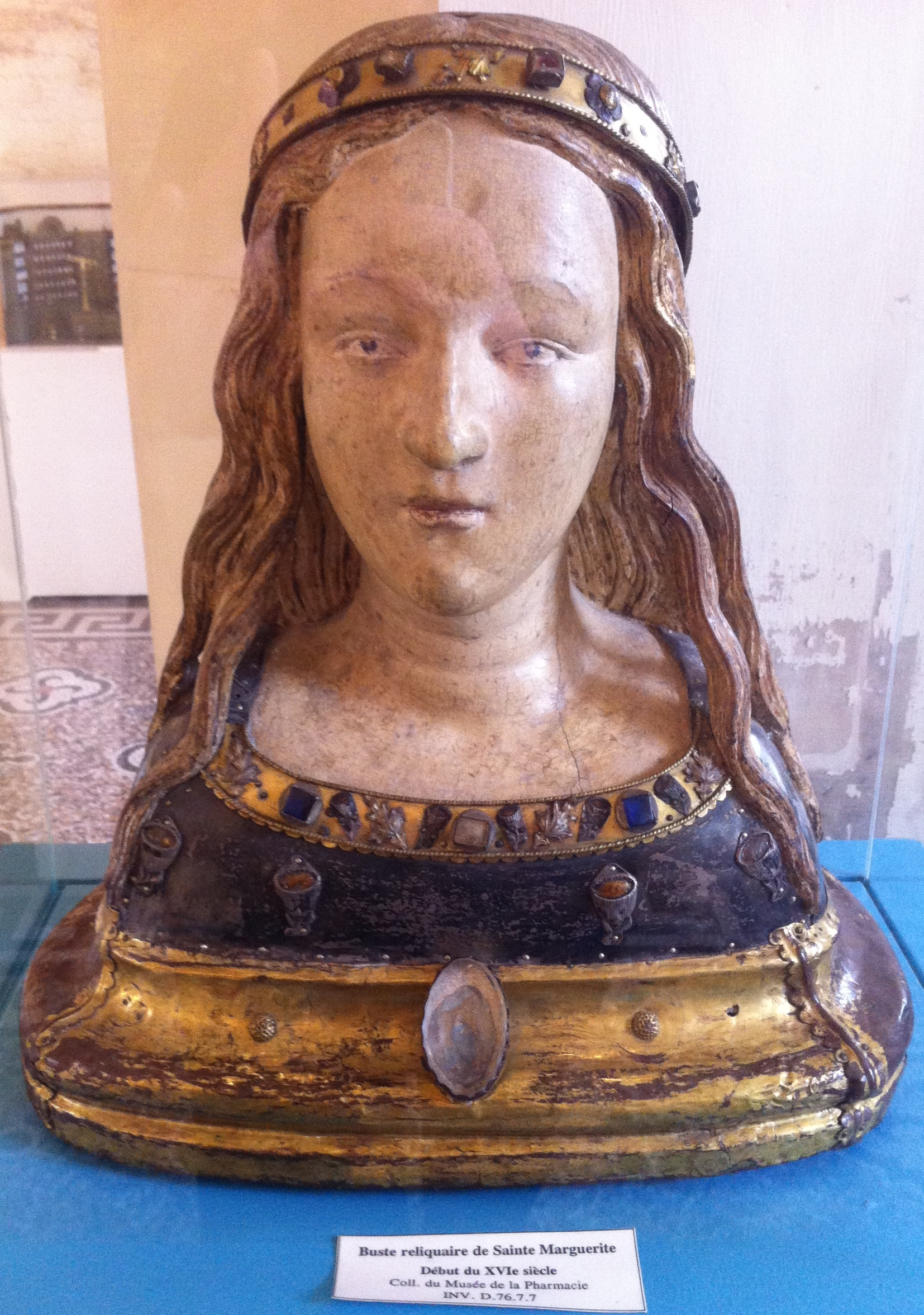
Buste reliquaire de sainte Marguerite. Début du XVIe siècle. Coll. du musée de la Pharmacie. INV. D.76.7.7.